# Edogawa (sector special)

Sectorul Edogawa pe harta Tokyo

Edogawa (江戸川区 Edogawa-ku?) este un sector special al zonei metropolitane Tōkyō în Japonia.